# Pseudicius frigidus
Pseudicius frigidus är en spindelart som först beskrevs av Pickard-Cambridge O. 1885.  Pseudicius frigidus ingår i släktet Pseudicius och familjen hoppspindlar. Inga underarter finns listade i Catalogue of Life.